# Scomparsa del Douglas C-124 Globemaster del 1951
La scomparsa del C-124 nell'Atlantico nel 1951 coinvolse un Douglas C-124 Globemaster II del 2nd Strategic Support Squadron dello Strategic Air Command, che ammarò nell'Oceano Atlantico nel tardo pomeriggio del 23 marzo 1951 dopo aver segnalato un incendio nella stiva. L'ammaraggio e la successiva evacuazione ebbero successo, ma l'aereo e i suoi occupanti erano già scomparsi quando il Cutter USS Casco della Guardia Costiera statunitense arrivò all'ultima posizione segnalata.

## Il volo
Il trasporto operava un volo militare dalla Walker Air Force Base di Roswell, Nuovo Messico, alla RAF Mildenhall nel Suffolk, Inghilterra, con uno scalo alla Limestone Air Force Base a Limestone, nel Maine. Era comandato dal Maggiore Robert S. Bell, del Secondo Squadrone di Supporto Strategico. Alle 13:00 del 23 marzo 1951, l'aereo trasmise via radio un "Mayday" alla nave meteorologica USCGC Casco, segnalando un incendio nelle casse di carico. La chiamata radio indicava la loro posizione a 51 gradi 30 minuti Nord, 27 gradi 05 minuti Ovest, secondo il diario di bordo della Casco. Incapace di spegnere l'incendio, il maggiore Bell prese la decisione di ammarare mentre c'era ancora giorno. La posizione esatta dell'ammaraggio di 50 gradi 22 minuti Nord, 22 gradi 20 minuti Ovest fu comunicata via radio alla nave meteorologica. L'aereo atterrò sano e salvo. Tutti indossarono quindi i giubbotti di salvataggio e salirono su zattere gonfiabili da 5 persone equipaggiate con numerose scorte di sopravvivenza, tra cui cibo, acqua, razzi di segnalazione, equipaggiamento per il freddo e una radio di emergenza a manovella "Gibson Girl".
Un Boeing B-29 Superfortress del 509th Bomb Wing era in volo dalla RAF Lakenheath con l'intenzione di unirsi all'aereo colpito e scortarlo al sito di atterraggio più vicino. Quando il B-29 arrivò al punto di ammaraggio, l'equipaggio individuò i sopravvissuti su zattere e razzi di segnalazione. Dopo che la posizione fu segnalata, il B-29 raggiunse il livello minimo di carburante necessario per un atterraggio sicuro e dovette tornare alla base. Quando la Casco arrivò al punto di ammaraggio il 24 marzo, gli uomini erano scomparsi. La nave venne in seguito raggiunta da aerei britannici, navi meteorologiche, un sottomarino e diverse navi da guerra, tra cui la portaerei USS Coral Sea, che arrivò sul luogo dell'incidente oltre 19 ore dopo, domenica 25 marzo. L'aereo, insieme ai suoi passeggeri e all'equipaggio, erano scomparsi. Tutto ciò che fu trovato fu del compensato carbonizzato e una valigetta. I corpi dei sopravvissuti non furono mai ritrovati. Nel complesso, il destino del C-124 precipitato e dei suoi 53 occupanti rimane indeterminato. James Hopkins, Jr., comandante del Superfortress Big Stink (il terzo aereo della missione di bombardamento atomico di Nagasaki dell'agosto 1945), era tra coloro che erano a bordo.

## L'indagine
Una copia del rapporto ufficiale dell'Aeronautica Militare sull'incidente è stata fornita allo Shreveport Times nel 2011 tramite una richiesta ai sensi del Freedom of Information Act. Secondo il rapporto sull'incidente, "L'aereo era evidentemente, più o meno, intatto al momento dell'impatto. Ciò è indicato dal numero esiguo di pezzi recuperati, nonché dal fatto che due pneumatici gonfiati trasportati come parte del carico non sono mai stati ritrovati. Inoltre, i detriti rinvenuti sono stati bruciati dall'incendio del carburante presente nelle celle a combustibile alari, il che indica che le celle a combustibile alari erano ancora attaccate alla fusoliera. Non vi è alcuna prova conclusiva che sia accaduto qualcosa di insolito prima che l'aereo colpisse l'acqua, né che l'impatto sia avvenuto fuori controllo. Vi sono prove che un incendio si sia sviluppato sulla superficie dell'acqua dopo l'impatto". Il rapporto include oltre una dozzina di pagine di analisi dei detriti da parte del produttore dell'aereo, la Douglas Aircraft Company.

## Possibile coinvolgimento sovietico
Tra i passeggeri figuravano il generale di brigata Paul Thomas Cullen, vice comandante della 2ª Forza Aerea e comandante della 7ª Divisione Aerea, e altri ufficiali di grado superiore. Le navi sovietiche erano attive nella zona. Questo fatto, unito alla possibilità di sabotaggio, al valore strategico dei passeggeri, al potenziale recupero di un biglietto di soccorso e alla consapevolezza che l'evacuazione dall'aereo su zattere di salvataggio fosse stata un successo, ha portato alcuni a ipotizzare un potenziale coinvolgimento dei sovietici.

## Sepolture
Nel 2012, più di 50 anni dopo la scomparsa di tutto il personale a bordo dell'aereo, due uomini dell'incidente sono stati commemorati con dei cenotafi nel Cimitero nazionale di Arlington.